# روکرسدورف (تورینگن)
روکرسدورف (به آلمانی: Rückersdorf) یک شهر در آلمان است که در گرایتس واقع شده‌است. روکرسدورف ۸۲۲ نفر جمعیت دارد.